# El hotel de los famosos
El hotel de los famosos es un programa de telerrealidad argentino emitido por Canal 13, en el que celebridades se someten a un encierro de cuatro meses en un hotel sin acceso al exterior. La adaptación argentina del programa tenía planificado su estreno para el 28 de febrero de 2022, sin embargo, se pospuso para el 21 de marzo del mismo año. El ingreso de los participantes al concurso fue el 28 de febrero de 2022, el día que comenzaron las grabaciones del programa. 
Está presentado por Carolina Ardohain y Leandro Leunis, y cuenta con la participación de 16 famosos.

## Equipo del programa
Presentadores de las galas y los desafíos.
     Especialistas del hotel.
     Host digital.
| Conductor/Jueces   | Temporadas           | Temporadas           |
| Conductor/Jueces   | 1                    | 2                    |
| ------------------ | -------------------- | -------------------- |
| Carolina Ardohain  | Conductora           | Conductora           |
| Leandro Leunis     | Coconductor          | Coconductor          |
| Gabriel Olivieri   | Gerente              | Gerente              |
| Christian Petersen | Cocinero             | Cocinero             |
| José María Muscari | Preparador emocional | Preparador emocional |
| Juan Miceli        | Jardinero            | Jardinero            |
| Candela Ruggeri    | Host                 |                      |
| Locho Loccisano    |                      | Host                 |

### El Debate del Hotel
El Debate, fue un programa que se encargaba de analizar todo lo que suceda en el reality semana tras semana. Esto, solamente ocurrió durante la primera temporada.
- Presentadores[9]
  - Rodrigo Lussich y Adrián Pallares.
- Panelistas
  - Romina Scalora.
  - Tomás Balmaceda.
  - Dalia Gutmann (Retirada).
  - José María Muscari (Retirado).[10]

## Formato
Dieciséis participantes permanecerán aislados del exterior en un hotel, especialmente diseñado para un reality, con todas las comodidades. Cuatro meses de convivencia y competencia, una eliminación semanal y un solo ganador que se llevará 10 millones de pesos.
Se encierran bajo la premisa de las vacaciones soñadas, en un hotel en las afueras de la ciudad, con todo el lujo y el confort. Sólo hay un detalle: el hotel cuenta con muy pocos empleados.
Al inicio de cada semana, se confeccionan equipos que se enfrentan entre sí en un desafío que define quienes son 'huéspedes' (los que disfrutan) y quiénes "staff del hotel" (los que trabajan para que disfruten otros).
Los huéspedes se alojan en habitaciones de categoría, y tienen acceso a la pileta, al spa y la barra. Disponen de desayuno bufet y demás comidas. Disfrutan de juegos, deportes y actividades recreativas. Fiestas temáticas, shows en vivo y cenas gurmé a cargo de chefs invitados. Además, todas las semanas, dos participantes tienen la oportunidad de convertirse en huéspedes vip y acceder a la suite máster, la habitación más exclusiva de todo el complejo.
El personal se aloja en el área de servicio (el espacio menos confortable del hotel). Tienen a cargo las tareas de mantenimiento y atención al huésped: lavado ropa blanca, preparación de desayuno y demás comidas, cuidado de espacios verdes y pileta, reparación y mantenimiento general de las instalaciones.
Cada día, un desafío diferente cambia el rumbo de la convivencia. Destreza, habilidad, inteligencia y resistencia serán puestos a prueba. Los ganadores accederán a beneficios para la estadía. Los perdedores quedarán nominados. Además, todos los habitantes, se enfrentan al Todos contra Todos, el evento de nominación que pondrá a un participante más cerca de la nominación. Al final de la semana, un duelo de eliminación definirá quién se va del hotel.
Hay una zona de juegos conformada por cuatro áreas: set de Desafío por equipos, el de Desafíos individuales, el Laberinto y el Duelo de Eliminación en la H.
Aunque en un principio algunos portales argentinos promocionaron el formato como una adaptación del reality mexicano La casa de los famosos, su estética y concepto ("Cara a Cara", Duelo de eliminación, etc.) hacen que se parezca más a los realities chilenos liderados por los ex-socios Sergio Nakasone (Año 0, Mundos opuestos, Pareja perfecta) para Canal 13 e Ignacio Corvalán (Amor a prueba, ¿Volverías con tu ex?, Doble tentación, Resistiré) para Mega.

## Temporadas
| Temporada | Episodios | Transmisión         | Transmisión         | Concursantes | Ganador           |
| Temporada | Episodios | Inicio              | Final               | Concursantes | Ganador           |
| --------- | --------- | ------------------- | ------------------- | ------------ | ----------------- |
| 1         | 89        | 21 de marzo de 2022 | 25 de julio de 2022 | 21           | Alex Caniggia     |
| 2         | 64        | 9 de enero de 2023  | 10 de abril de 2023 | 20           | Sebastián Cobelli |

### El hotel de los famosos (2022)
El 25 de enero de 2022 se confirmó la lista oficial de los concursantes.
| Participante                                                    | Resultado final                 | Resultado anterior              | Nomin. | Estadía  |
| --------------------------------------------------------------- | ------------------------------- | ------------------------------- | ------ | -------- |
| Alex Caniggia Personalidad televisiva                           | Ganador                         |                                 | 2      | 127 días |
| Martín Salwe Locutor                                            | 2.º Lugar                       |                                 | 2      | 127 días |
| Walter Queijeiro Periodista deportivo                           | 18.º eliminado                  | 7.º eliminado                   | 6      | 80 días  |
| María Elizabeth "Lissa" Vera Cantante                           | 17.ª eliminada                  | 9.ª eliminada                   | 5      | 112 días |
| Lucas "Locho" Loccisano Notero y animador                       | 16.º eliminado                  |                                 | 6      | 91 días  |
| Majo Martino Conductora                                         | 15.ª eliminada                  | 8.ª eliminada                   | 5      | 61 días  |
| Melody Luz Bailarina                                            | Retirada Por una lesión         |                                 | 5      | 110 días |
| Imanol Rodríguez Actor                                          | 14.º eliminado                  |                                 | 6      | 106 días |
| María Emilia "Emily" Lucius Influencer                          | 13.ª eliminada                  |                                 | 2      | 56 días  |
| Maximiliano "Chanchi" Estévez Exfutbolista y director técnico   | Abandona Por motivos personales |                                 | 2      | 93 días  |
| Sabrina Carballo Actriz                                         | 12.ª eliminada                  |                                 | 6      | 93 días  |
| Claudio "Turco" García Exfutbolista                             | 11.er eliminado                 |                                 | 1      | 21 días  |
| Militta Bora Artista musical y actriz                           | 10.ª eliminada                  | 1.ª eliminada                   | 2      | 20 días  |
| Mónica Farro Actriz y vedette                                   | Retirada Por una lesión         |                                 | 0      | 11 días  |
| Silvina Luna Modelo y actriz                                    | 6.ª eliminada                   | Retirada Por problemas de salud | 2      | 37 días  |
| José Alfredo "Pato" Galván Conductor de televisión y periodista | 5.º eliminado                   |                                 | 3      | 36 días  |
| Rodrigo Noya Actor                                              | Abandona Por motivos personales |                                 | 2      | 30 días  |
| Matilda Blanco Asesora de imagen                                | 4.ª eliminada                   |                                 | 3      | 29 días  |
| Nicolás Maiques Actor                                           | 3.er eliminado                  |                                 | 1      | 10 días  |
| Kate Rodríguez Bailarina y modelo                               | 2.ª eliminada                   |                                 | 2      | 12 días  |
| Leo García Cantante y músico                                    | Abandona Por motivos personales |                                 | 2      | 9 días   |

Notas
1. ↑  Después de haber sido eliminado el día 50, Walter reingresa el día 93, en reemplazo de Chanchi.
2. ↑  Después de haber sido eliminada el día 64, Lissa reingresa el día 75, en reemplazo de Mónica.
3. ↑  Locho ingresa el día 30, en reemplazo de Rodrigo.
4. ↑  Después de haber sido eliminada el día 57, Majo reingresa el día 110, en reemplazo de Melody.
5. ↑  Emily ingresa el día 44, como nueva participante.
6. ↑  El Turco ingresa el día 65, como nuevo participante, por medio del Repechaje.
7. ↑  Después de haber sido eliminada el día 6, Militta reingresa el día 65, por medio del Repechaje.
8. ↑  Mónica ingresa el día 65, como nueva participante, por medio del Repechaje.
9. ↑  Después de haber abandonado el día 11, Silvina reingresa el día 18.
10. ↑  Nicolás ingresa el día 10, en reemplazo de Leo.

### El hotel de los famosos (2023)
| Participante                                          | Resultado final                                                     | Resultado anterior                           | Duelos de eliminación |
| ----------------------------------------------------- | ------------------------------------------------------------------- | -------------------------------------------- | --------------------- |
| Sebastián Cobelli Exfutbolista                        | Ganador de El Hotel de los Famosos II                               |                                              | 1                     |
| Martín Coggi Exboxeador y actor                       | Subcampeón de El Hotel de los Famosos II                            |                                              | 2                     |
| Delfina Gerez Bosco Modelo y conductora de televisión | 3.ª Finalista En duelo con Sebastián Cobelli y Martín Coggi         |                                              | 3                     |
| Damián Ávila Modelo y deportista                      | 4.ª Finalista Por decisión de Sebastián Cobelli y Martín Coggi      |                                              | 2                     |
| Fernando Carrillo Actor                               | 5.ª Finalista En duelo con Damián Ávila                             | 10.º eliminado En duelo con Rocío Marengo    | 5                     |
| Yasmín Corti Bailarina                                | 6.ª Finalista En duelo con Damián Ávila                             | 7.ª eliminada En duelo con Fernando Carrillo | 2                     |
| Yasmín Corti Bailarina                                | 6.ª Finalista En duelo con Damián Ávila                             | 5.ª eliminada En duelo con Enzo Aguilar      | 2                     |
| Emiliano Rella Actor y conductor de televisión        | 12.os eliminados En duelo con Fernando Carrillo & Sebastián Cobelli |                                              | 1                     |
| Enzo Aguilar Influencer                               | 12.os eliminados En duelo con Fernando Carrillo & Sebastián Cobelli |                                              | 4                     |
| Axel Neri Modelo y conductor                          | Retirado Por lesión                                                 |                                              | 0                     |
| Florencia Moyano Modelo y influencer                  | 11.ª eliminado En duelo con Fernando Carrillo                       |                                              | 1                     |
| Rocío Marengo Modelo                                  | Abandona Por motivos personales                                     | 9.ª eliminada En duelo con Fernando Carrillo | 3                     |
| Rocío Marengo Modelo                                  | Abandona Por motivos personales                                     | 2.ª eliminada En duelo con Enzo Aguilar      | 3                     |
| Florencia Ventura Modelo y conductora                 | Abandona Por motivos laborales                                      |                                              | 1                     |
| Charlotte Caniggia Modelo                             | Abandona Por motivos personales                                     | Abandona Por motivos personales              | 0                     |
| Federico Barón Actor                                  | 8.ª eliminado En duelo con Martín Coggi                             |                                              | 1                     |
| Mariela "Mimí" Alvarado Panelista                     | 6.ª eliminada Por votación de sus compañeros                        | 1.ª eliminada En duelo con Érica García      | 2                     |
| Juan Manuel Martino Modelo y actor                    | Expulsado Por denuncia de Florencia Moyano                          |                                              | 1                     |
| Alejo Ortiz Actor                                     | 4.º eliminado En duelo con Juan Manuel Martino                      |                                              | 1                     |
| Marian Farjat Modelo                                  | 3.ª eliminada En duelo con Florencia Ventura                        |                                              | 1                     |
| Érica García Cantante                                 | Retirada Por lesión                                                 |                                              | 1                     |
| Abigail Pereira Actriz                                | Abandona Por motivos personales                                     |                                              | 0                     |

Notas
1. ↑  Damián ingresa el día, como nuevo participante, por medio del Repechaje.
2. ↑  Yasmín Corti ingresa en el día 16, en reemplazo de Érica.
3. ↑  Axel ingresa el día, como nuevo participante, por medio del Repechaje.
4. ↑  Después de haber sido eliminada el día 15, Rocío reingresa el día, por medio del Repechaje.
5. ↑  Flor Ventura ingresa en el día 11, en reemplazo de Charlotte.
6. ↑  Después de haber abandonado el día 10, Charlotte reingresa el día, por medio del Repechaje
7. ↑  Después de haber sido eliminada el día 7, Mariela reingresa el día 8, en reemplazo de Abigail.

## Audiencia
En el estreno el día lunes 21 de marzo de 2022 promedio 13,6 puntos de rating. El día sábado 26 de marzo de 2022 en donde se vivió el primer Duelo de eliminación obtuvo la marca más baja, 7,2 puntos de rating. En la final, el día lunes 25 de julio de 2022, también promedio de 13,6 puntos de rating, con picos de hasta 17.5 puntos, siendo éste el tope más alto del reality.

## Otras versiones
México
- En 2023 Televisa lanza su propia versión llamada Hotel VIP para Canal 5, emitiéndose a partir del miércoles 16 de agosto de lunes a viernes 8 p. m., después del éxito de La casa de los famosos México, y a partir del lunes 18 de septiembre cambia de horario a las 10 p. m. debido a los bajos índices de audiencia.